# 堀川京極

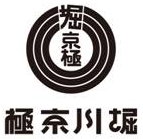
堀川京極会（1925年 - 1945年）のマーク。

堀川京極（ほりかわきょうごく）は、京都府京都市上京区にかつて存在した商店街・繁華街である。その範囲は「西堀川通の中立売 - 丸太町間」とされる。明治初期にはすでに商家が軒を連ね、明治中期には商店街の様相をなし同名称で呼ばれるようになった。第二次世界大戦末期の1945年（昭和20年）4月に執行された強制疎開によって、同商店街300店舗がわずか5日間の期限のうちに解体・更地にされ、戦後はおもに拡張された堀川通の道路敷となった。

## データ
- 北端 : 西堀川通中立売
北緯35度1分29.78秒 東経135度45分6.39秒 / 北緯35.0249389度 東経135.7517750度
- 南端 : 西堀川通丸太町
北緯35度1分2.61秒 東経135度45分6.47秒 / 北緯35.0173917度 東経135.7517972度

## 特徴

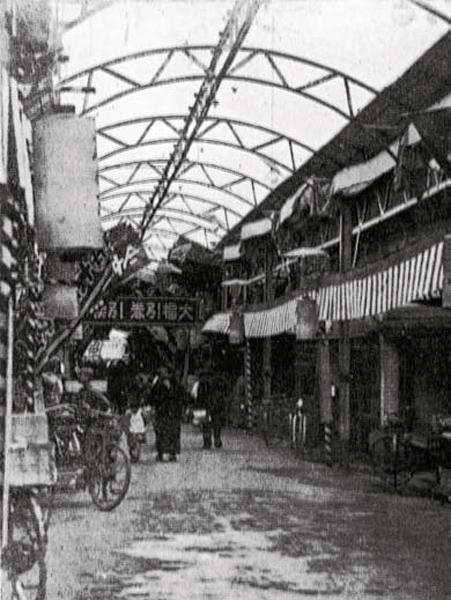
大正中期に設置されたアーケード。

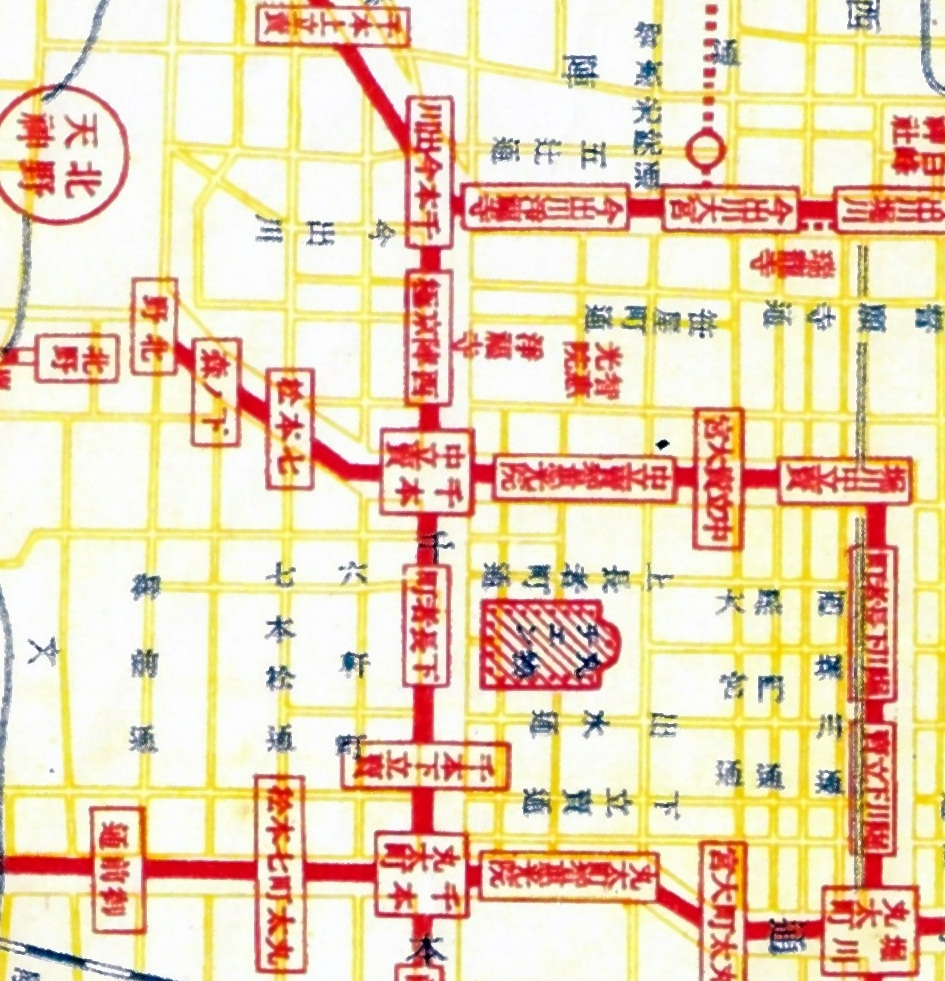
地図右下、堀川京極の範囲には、京都市電堀川線の「堀川中立賣」「堀川下長者町」「堀川下立賣」「堀川丸太町」の各電停があった。『市街電車案内図』（丸物、1931年）。

### 領域と位置づけ
昭和初期、1928年（昭和3年）時点での「堀川京極」は、「西堀川通の中立売 - 丸太町間」に形成された商店街を指すものと考えられていた。昭和初期に京都の市街地を精力的に紹介した大京都社（姉小路東洞院西入ル）の西村善七郎はその著書の『大京都』において、四条通の御旅町（寺町 - 河原町間）、烏丸通、寺町通（とくに丸太町 - 三条間）、三条通（とくに寺町 - 木屋町間）、河原町通（四条付近）、そして西陣京極（千本通の中立売 - 今出川間）、大宮通（とくに五辻以北）、七条通（とくに河原町 - 千本間）とならべて、堀川京極を京都市内の繁華街として挙げている。
そもそも平安京造営にともなって、堀川小路に沿って造成された運河としての堀川を中心に発展し、16世紀には京都御所あるいは聚楽第（1587年完成 - 1595年破壊）を背景にマーケットとして栄えた地であり、明治初期にはすでに商家が軒を連ね、明治中期には小売店・飲食店が大半を占め、上京区内では最初の商店街の様相をなした。「堀川京極」と呼ばれるようになった時期は、西陣京極等よりも早く、19世紀末、明治中期であるといい、大正中期であるという説もある。1895年（明治28年）9月24日にはすでに京都電気鉄道中立売線（のちの京都市電堀川線）が開通し、「堀川中立賣」「堀川下長者町」「堀川下立賣」の各電停が設置され、「堀川丸太町」電停が設置されたのは、1901年（明治34年）12月6日の堀川線開通時であった。
大正中期には、堀川京極に鉄骨アーチの全蓋テントによるアーケードが設置され、私費による舗装がなされ、電気照明が備えられている。1927年（昭和2年）には、259店舗を会員として「堀川京極会」が結成されている。
1935年（昭和10年）、京都帝国大学経済学部教授の谷口吉彦が発表した『配給組織論』第三篇第九章において、谷口は、当時の日本の6大都市である東京市、大阪市、京都市、名古屋市、神戸市、横浜市の各都市に存在する主要な商店街を列挙し、京都市においては、四条通、京極（新京極通）、寺町通、東五条（五条通の鴨川以東）、西陣京極、そしてこの堀川通（堀川京極）の6つを挙げている。

### 商店街の性格
新京極や西陣京極と異なり、興行街という位置づけではなかったが、寄席・芝居小屋が3館あり、1館は早期に閉館したが、2館は映画館に業態を変更した。1898年（明治31年）には西堀川通丸太町上ルに寄席の紅梅亭（のちの紅梅館）が開館、1908年（明治41年）には東堀川通下長者町東北角に寄席の春日座（のちの堀川中央館）、1920年（大正9年）前後には西堀川通上長者町西南角に寄席の永楽館（のちの常盤館）がそれぞれ開館、紅梅館は1930年（昭和5年）前後に閉館したが、春日座は1926年（昭和元年）前後に映画館化して堀川中央館と改称、永楽館も追って映画館化して常盤館と改称した。堀川中央館も常盤館も、1945年（昭和20年）4月の強制疎開で取り壊されて閉館、いずれも戦後復興しなかった。
これら寄席から転換した2つの映画館のほか、2つの市場があり、いわゆるカフェー、あるいは喫茶店・飲食店が豊富であり、レコード店等もあった。銀行も3行が存在した。
堀川京極の南端にあたる堀川丸太町上ルには、日本初の映画スター尾上松之助の邸宅があり、1926年（大正15年）9月11日に死去した松之助の葬儀（同月16日）のときには、20万人もの群衆が詰めかけたという。松之助の棺は邸宅から運び出され、西陣京極の千本座の前を通り、日活大将軍撮影所に運び込まれた。同葬儀のドキュメンタリー映画は、『尾上松之助葬儀』（1926年）として公開された。『尾上松之助葬儀』の上映用プリントは、現在、東京国立近代美術館フィルムセンターが所蔵している。

### 京極の名
京極とは、もともと平安京における東西の果てを意味し、東西に京極が存在した。かつての東京極大路が、現在の寺町通であったが、1872年（明治5年）に寺町通の東に新京極通が開通し、寺町通の繁華街は「寺町京極」と呼ばれるようになった。以降、京都市内・近郊の繁華街の末尾に付する命名が流行した。堀川京極はこの流れにあり、前述の西陣京極のほか、松原京極（松原通の新町通 - 大宮通間）、山科京極（醍醐街道の旧三条通 - 三条通間）、田中京極（東大路通の田中南大久保町 - 田中飛鳥井町間、元田中駅南・北）、嶋原京極（花屋町通の大宮 - 島原大門前間）が存在する。京都以外では、福井県小浜市に京極商店街が存在したという。

### 市電との関係
京都市電の前身である京都電気鉄道（京電）が、東堀川通に中立売線を開通させたのは、1895年（明治28年）9月24日であり、このとき「堀川中立賣」「堀川下長者町」「堀川下立賣」の各電停が設置された。1900年（明治33年）5月7日には北野線が開業して「堀川中立賣」から下ノ森まで延伸し、1901年（明治34年）12月6日には堀川線が開業して「堀川下立賣」から堀川三条まで延伸して「堀川丸太町」電停が出来ている。北野線は、「堀川中立賣」の先の鉄橋で堀川を渡り、千本中立賣電停で西陣京極につながった。1912年（明治45年）6月11日には、京都市電丸太町線の千本丸太町・烏丸丸太町間が開業し、「堀川丸太町」電停は同線の電停にもなった。1918年（大正7年）、京電が京都市に買収され、中立売線・北野線・堀川線は、京都市電堀川線になった。
市電が走る東堀川通、堀川京極がアーケード街を形成した西堀川通、その間を流れる堀川は、3つともがほぼ同じ幅であった。
堀川京極が消滅して16年が経過したのち、堀川線は1961年（昭和36年）8月1日に全線廃止され、京都市バス50号系統に転換された。丸太町線は1976年（昭和51年）4月1日に全廃され、市バスに転換された。

### 戦争との関係

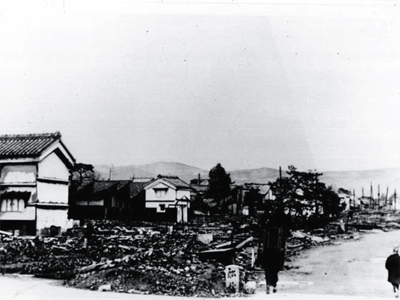
強制疎開後の堀川京極（1945年）。

防火帯設置のため、1945年（昭和20年）4月に執行された強制疎開（第三次強制疎開）によって、わずか5日間の期限のうちに解体・更地にされた。同年6月26日早朝、第5回の京都空襲とされる西陣空襲が行なわれたが、対象地域は堀川京極の北端・中立売通と南端・丸太町通の間にある出水通であったが千本通よりであり、強制疎開が行われなかったとしても、堀川京極は直接の空襲被害には遭わなかったはずであった。
戦後、1948年（昭和23年）には、帯状の強制疎開跡地を利用し、幅50メートル・片側4車線におよぶ現在の幹線道路・堀川通へと舗装・整備が開始された。1950年（昭和25年） - 1953年（昭和28年）の時期に、堀川通西側に店舗付住宅「堀川団地」が建設された。「堀川団地」とは、椹木町団地、下立売団地、出水団地第一棟・第二棟・第三棟、上長者町団地の総称である。同団地に商店街が形成されて「堀川商店街」となって堀川京極を継承、1951年（昭和26年）には堀川商店街協同組合が結成されて戦前の堀川京極会を継承した。

## かつて存在した主な施設
いずれも寄席・芝居小屋であり、その後映画館に転換され、紅梅館を除いて強制疎開によって解体・閉館した。
- 春日座 （のちの堀川中央館、東堀川通下長者町東北角、1908年 - 1945年） - 現在跡地に堀川通道路敷
- 永楽館 （のちの常盤館、西堀川通上長者町西南角、1920年前後 - 1945年） - 現在跡地にライオンズマンション西陣南
- 紅梅亭 （のちの紅梅館、西堀川通丸太町上ル、1898年 - 1930年前後） - 現在跡地に堀川岡本ビル